# Нину, Марика
Марика Нину (имя при рожд. Эвангелия Атамян,  з.-арм. Էվանկելիա Ադամեան, греч. Μαρίκα Νίνου, англ. Marika Ninou; 1922 — 1957, Греция) — одна из самых известных певиц в истории греческой музыки, исполнительница жанра ребетика. Её присутствие ознаменовало новую эру в интерпретации народных песен. Всего записала 174 песни, из которых 119 она поёт первым голосом и 55 вторым. Её голос вместе с яркой индивидуальностью оставили неизгладимый след в греческом пении. 
Умерла рано, в возрасте 35 лет от рака. 

## Биография
Родилась в 1922 году. Её отец был Айк Атамян, а мать Симагиул Кехаян, родом из Кесарии, Османская империя.
Марика Нину деконструирует и смешивает все различные стили и влияния, которые обогащают греческую музыку того времени.
Сотрудничество, которое стало решающим для её карьеры и жизни произошло с Василисом Цицанисом. Она познакомилась с ним в 1949 году, когда он искал замену Сотирии Беллоу. Звуки её голоса вдохновляют его и она становится его музой.
В октябре 1951 года Нину вместе с Цицанисом отправились в Стамбул. После этой поездки они внезапно расстались, и Нину уехала в США, где два года пела вместе с Костасом Капланисом.
Она вернулась в Афины, уже страдая от рака, и умерла в трагически молодом возрасте 35 лет в 1957 году.